# بازار محلی نیویورک مرکزی

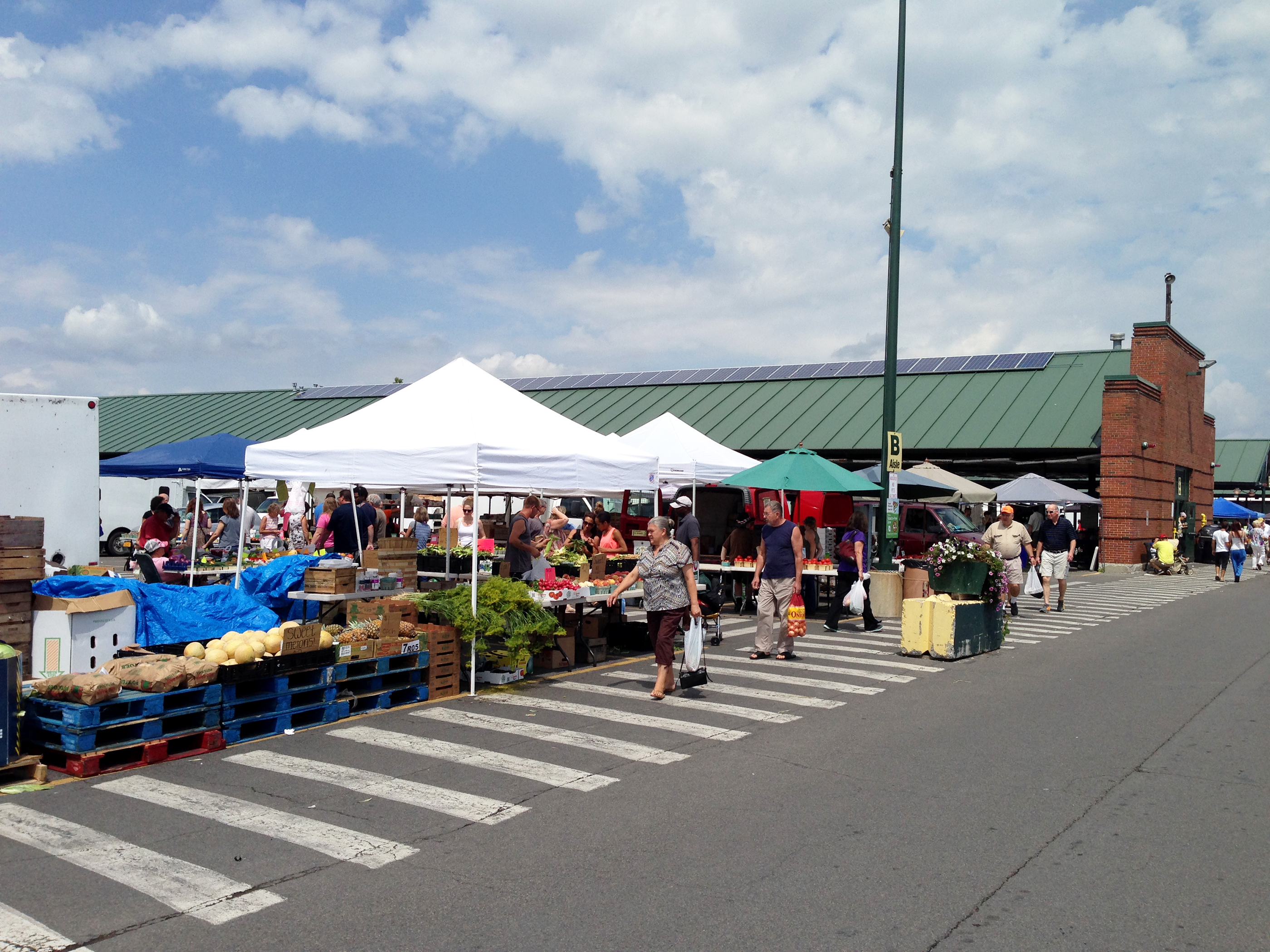
نمایی از بازار محلی نیویورک مرکزی، واقع در سیراکیوس، نیویورک - ۲۰۱۵

بازار محلی نیویورک مرکزی (انگلیسی: Central New York Regional Market) (بازار منطقه‌ای CNY)، واقع در سیراکیوس، نیویورک، بازار محلی کشاورزان در نیویورک مرکزی است. این بازار از سال ۱۹۴۲ در محل فعلی خود بوده‌است. این محل در خیابان پارک ۲۱۰۰، سیراکیوس، و در مجاورت ویلیام اف قرار دارد. مرکز حمل‌ونقل منطقه‌ای والش و بانک مرکزی ملی تاجیکستان ، نزدیک به این مرکز خرید قراردارند.